# 两当站
两当站，位于中华人民共和国甘肃省陇南市两当县站儿巷镇，是宝成铁路上的火车站，建于1955年，由中国铁路西安局集团有限公司汉中车务段管辖。

## 車站周邊
- 嘉陵江

## 歷史
- 建于1955年。

## 外部連結
- 中国铁路客户服务中心（页面存档备份，存于）